# Conjunto

Una fisarmonica a bottoni

Il Conjunto (pronuncia koŋˈxunto) è un genere musicale nato nella parte meridionale del Texas alla fine dell'Ottocento, dopo che immigranti tedeschi vi introdussero la fisarmonica a bottoni. È una parola spagnola che può essere tradotta con gruppo.
Nella musica conjunto, generalmente eseguita da band, la fisarmonica è quasi sempre accompagnata dal bajo sexto, uno strumento a corde di origine messicana. Questo genere di musica, molto simile al Tex-Mex, è diffuso soprattutto negli Stati Uniti meridionali (specialmente in Texas e in California) e in Messico. Assieme al Tex-Mex (detto anche Tejano) è molto popolare nella numerosa comunità ispanica degli Stati Uniti.
Il Conjunto proviene da tradizioni musicali messicane, ma è diffuso anche nei Caraibi, in particolare a Cuba, dove esiste la variante Conjunto Folklórico Nacional de Cuba. Negli Stati Uniti e in Messico una band di conjunto è composta da almeno quattro elementi che suonano quattro strumenti principali: la  fisarmonica a bottoni, il bajo sexto, il basso elettrico e la batteria.